# ロベルト・ズウィンケルス
ロベルト・ズウィンケルス（Robert Zwinkels、1983年5月4日 - ）は、オランダ・ウェストラント出身のサッカー選手。ADOデン・ハーグ所属。ポジションはGK。